# Dolgans
Els dolgans (rus: долганы, també долган, тыа-кихи, саха) són un poble turquès, que viu al krai de Krasnoiarsk, Rússia. El cens rus (2010) en comptava 7.885 individus, dels quals 5.517 vivien a l'antic districte de Taimíria. Hi ha 26 dolgans a Ucraïna, quatre dels quals parlen dolgan (cens ucraïnès del 2001). Els lingüistes creuen que els dolgans parlen un dialecte del iacut, anomenat dolgan.

## Cultura i mitjans de vida
Originalment, els dolgans eren nomades caçadors i pastors de rens. No obstant això, se'ls va impedir seguir un estil de vida nòmada durant l'època soviètica i se'ls va obligar a formar kolkhozy (col·lectius) on es dedicaven, a més de les seves activitats tradicionals, a la cria de rens, la pesca, la ramaderia lletera i l'horta. El 1983, l'antropòleg Shirin Akiner va afirmar: "Els dolgans gaudeixen de la plena ciutadania soviètica. Es troben en totes les ocupacions, encara que la majoria són camperols i treballadors col·lectius. El seu nivell d'habitatge és comparable al d'altres grups nacionals de la Unió Soviètica."

## Religió
La majoria dels dolgans pertanyen a l'Església ortodoxa russa, però entre ells es mantenen les velles creences animistes.

## Història
Al segle XVII, els dolgans vivien a les conques del riu Olenyok i el riu Lena. Es van traslladar a la seva ubicació actual, Taimíria, al segle XVIII. La identitat de Dolgan va començar a emergir durant els segles XIX i principis del XX, sota la influència de tres grups que van emigrar a la zona de Krasnoyarsk des del riu Lena i la regió del riu Olenyok: evenks, iakuts, enets, i els anomenats pagesos de la tundra (rus: зату́ндренные крестья́не).

## Evolució de la població dolgan

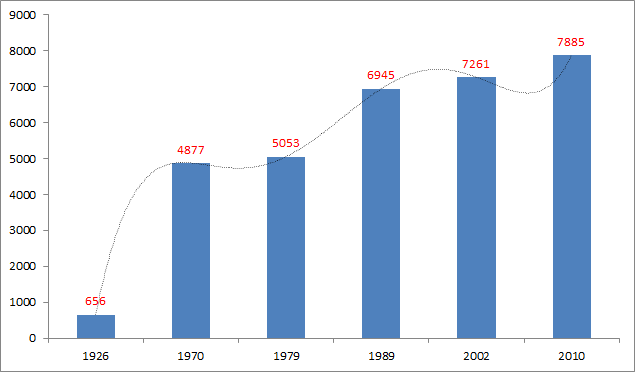

## Notables dolgans
- Ogdó Aksiónova – poetessa, fundadora de la literatura dolgan